# 清河公主 (明朝)

清河公主，明朝公主。明仁宗朱高炽之女。
宣德四年，公主下嫁李銘。宣德八年去世。